# فيجاي راز
فيجاي راز هو ممثل هندي، ولد في 30 نوفمبر 1963 بدلهي في الهند.

## أعمال

### أفلام
- (2004) فانيتى فير[4][5]
- (2007) أنور
- (2010) فرصة رقص

## وصلات خارجية
- فيجاي راز على موقع IMDb (الإنجليزية)
- فيجاي راز على موقع ألو سيني (الفرنسية)
- فيجاي راز على موقع أول موفي (الإنجليزية)
- فيجاي راز على موقع قاعدة بيانات الأفلام السويدية (السويدية)
- فيجاي راز على موقع قاعدة بيانات الفيلم (الإنجليزية)
- فيجاي راز على موقع كينوبويسك (الروسية)